# Vergissmichnicht
Vergissmichnicht (Originaltitel: L’Âge de raison) ist eine französisch-belgische Tragikomödie von Yann Samuell aus dem Jahr 2010 mit Sophie Marceau in der Hauptrolle.

## Handlung
Margaret Flore ist eine erfolgreiche Geschäftsfrau, die dank weiblicher Vorbilder wie Marie Curie, Maria Callas und Coco Chanel stets ihre Haltung bewahrt. Als knallharte Managerin verkauft sie Atomkraftwerke an die Chinesen und setzt dabei auch auf ihre weiblichen Reize. Zu ihrem 40. Geburtstag erscheint ein alter Notar namens Mérignac im Bürohaus ihrer Firma. Er ist aus der Provinz nach Lyon gereist, um Margaret ein Päckchen mit Briefen zu überreichen. Im Alter von sieben Jahren, als sie noch Marguerite genannt wurde, schrieb Margaret die Briefe an sich selbst. Mit ihren Eltern und ihrem Bruder Mathieu hatte sie in dem kleinen Ort Saou gelebt und mit Mérignac ausgemacht, dass er ihr die Briefe zu ihrem 40. Geburtstag zukommen lässt. Die Briefe sollen sie an die Dinge erinnern, die ihr als Kind am Herzen lagen. Im ersten Brief findet Margaret eine Liste von Berufen, die sie seinerzeit interessierten. So träumte sie davon Tierärztin für Wale, Heilige, Marsforscherin, Hochzeitstortenbäckerin oder Prinzessin zu werden. Nach einem missglückten Geschäftsessen nimmt Margaret, die mit ihrem aus England stammenden Kollegen Malcolm zusammen ist, die anderen Briefe zur Hand. In dem Brief, den sie öffnen soll, falls sie eine Prinzessin geworden sein sollte, steht „Lügnerin“. In einem anderen gratuliert ihr ihr kindliches Ich dazu, Marsforscherin geworden zu sein.
Margaret und Malcolm müssen schließlich nach Shanghai reisen, um ein wichtiges Geschäft abzuschließen. Dort erhält Margaret das nächste Päckchen. Als sie sich die darin befindlichen Fotos anschaut, erinnert sich Margaret, wie ihr Vater einst die Familie verließ, nachdem er beruflich gescheitert und eine Pfändung aller Wertsachen unumgänglich geworden war. Ihre Mutter musste sogar Marguerites Klarinette verkaufen, um die Rechnungen bezahlen zu können. Margaret hatte ihre ärmliche Kindheit stets verdrängt und ist entschlossen, nicht noch mehr Zeit an unangenehme Erinnerungen zu verschwenden.
Zurück in Frankreich reist Margaret nach Saou und bietet Mérignac 5000 Euro an, damit er aufhört, ihr die Briefe zuzuschicken. Mérignac, der alle ihre Briefe gelesen hat, will sich davon jedoch nicht abbringen lassen. In einem weiteren Brief ist von der Hochzeit mit ihrem Jugendfreund Philibert die Rede. Als Kinder hatten Marguerite und Philibert in einem alten Brunnen gegraben – in der Hoffnung, durch das Loch den hungernden Kindern in Afrika Brot zuwerfen zu können. Ohne Malcolm Bescheid zu geben, fährt Margaret zu einer Höhle mit Malereien der Vormenschen. Als Kind wollte sie sich dort an ebendiesem Tag mit Philibert treffen. Als sie sich dort wiedersehen, hat Margaret kurzzeitig das Bedürfnis, Philibert zu küssen. Sie lässt ihn jedoch abblitzen und fährt wieder nach Hause. Bei einem Besuch ihres Bruders Mathieu, den Margaret seit vielen Jahren nicht mehr gesehen hat, reagiert dieser verärgert, weil er den Eindruck hat, dass sie ihn nur besucht, um über ihre Briefe zu sprechen.
Philibert taucht schließlich in Margarets Bürohaus auf, um ihr einen Brief zu übergeben. Mérignac, der seit einem Schlaganfall im Krankenhaus liegt, hat ihn darum gebeten. Es handelt sich um den letzten Brief. Weil ihre Mutter hart in einer Schuhfabrik hatte arbeiten müssen, um sich und ihre beiden Kinder über die Runden zu bringen, kam Marguerite seinerzeit zu der Erkenntnis, dass Geld sehr wichtig ist. Also beschloss sie, stets in allem die Beste zu sein und Karriere zu machen. Während Malcolm ohne sie das Geschäft mit den Chinesen unter Dach und Fach bringt, fährt Margaret erneut nach Saou, um in dem alten Brunnen nach einem Schatz zu suchen, den sie dort mit Philibert einst vergraben hatte. Im Schutt des Brunnens findet sie eine Kiste mit einem weiteren Brief, in dem Marguerite ihr erwachsenes Ich darum bittet, sie zu retten. Margaret erkennt schließlich, was ihr im Leben wirklich wichtig ist. Sie schenkt Malcolm einen kleinen Rennwagen, den er als kleiner Junge immer haben wollte, und schreibt ihrem Bruder Mathieu einen Brief. Darin teilt sie ihm mit, dass sie zur Freude Malcolms ein Kind erwarte. Statt weiter Karriere zu machen, reist Margaret lieber nach Afrika, um mit Philibert einen Brunnen zu bauen und die dortige Landwirtschaft voranzubringen. In der afrikanischen Wüste öffnet sie schließlich den Brief, den sie öffnen sollte, falls sie nicht das geworden ist, was ihr als Kind vorschwebte. Zu Tränen gerührt liest Margaret darin die Worte „Ich liebe dich“.

## Hintergrund

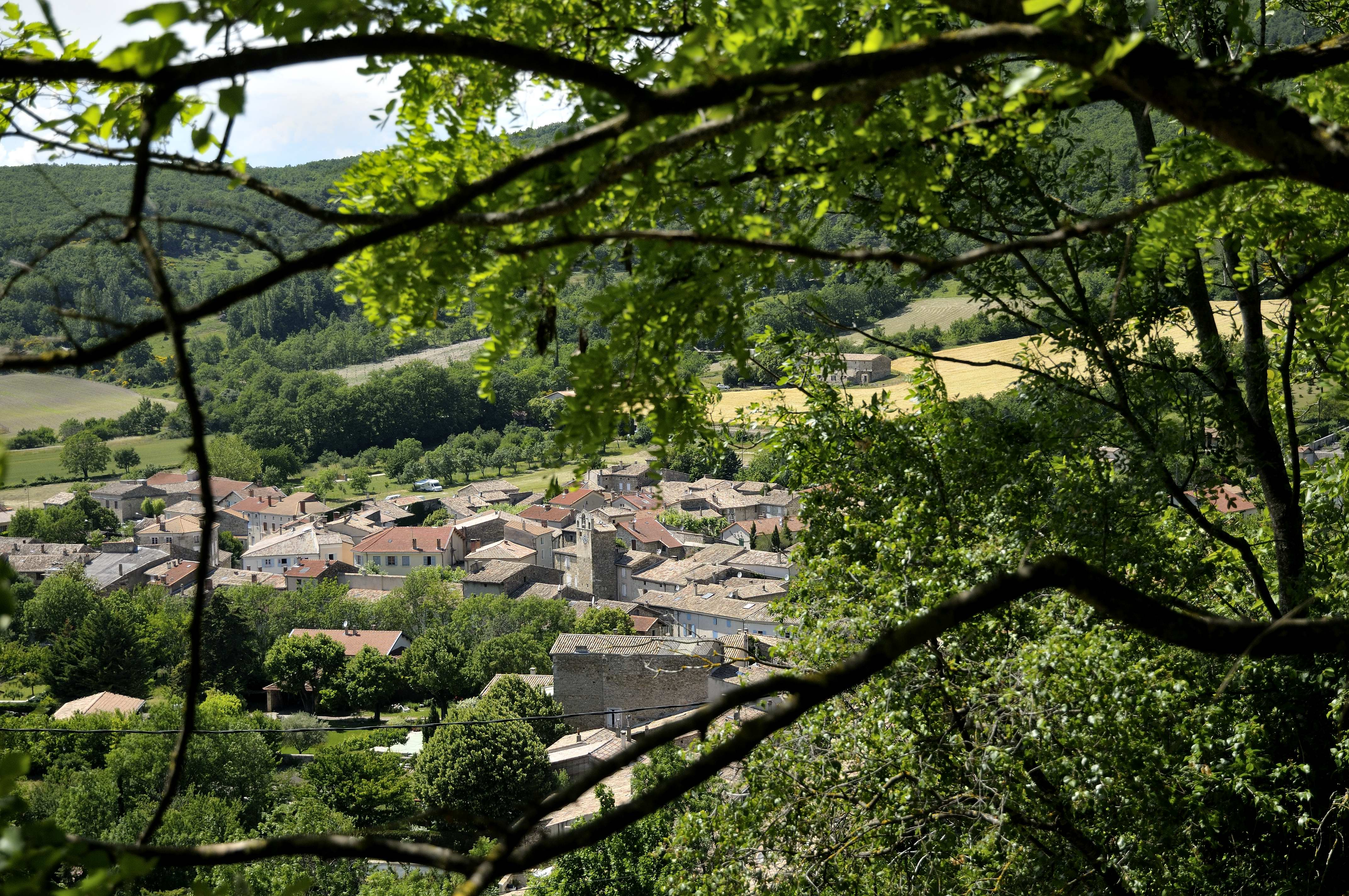
Das Dorf Saou, ein Schauplatz des Films

Vergissmichnicht wurde von September bis Oktober 2009 gedreht. Das Budget betrug 7,2 Millionen Euro. Im Département Drôme dienten die Gemeinden Saou, Charols, Soyans, Aouste und Crest als Drehorte. In Lyon war das Centre de Congrès mehrfach Schauplatz des Films. Die Szenen in Afrika entstanden in Marokko.
Die Premiere von Vergissmichnicht fand am 4. Juli 2010 in Paris statt. Rund 480.000 Zuschauer sahen den Film in den französischen Kinos. In Deutschland wurde der Film erstmals am 5. November 2010 bei den Französischen Filmtagen Tübingen-Stuttgart gezeigt. Am 23. Dezember 2010 kam er in die deutschen Kinos. Im Juni 2011 erschien er auf DVD.

## Filmmusik
Die Filmmusik wurde von Cyrille Aufort komponiert. Im Film zu hören sind zudem:
- Move on up von Curtis Mayfield
- Klarinettenkonzert in A-Dur (KV 622) von Wolfgang Amadeus Mozart
- Neopolitan Dreams von Lisa Mitchell
- Sue von Lisa Mitchell

## Kritiken
Das Lexikon des internationalen Films bezeichnete Vergissmichnicht als „doppelbödiges, in der Hauptrolle hinreißend gespieltes Frauenporträt, hinter dessen scheinbar sentimental-nostalgischen Tendenzen die Geschichte einer Traumatisierung ausgelotet wird“. Die anfänglich niedliche und warmherzige Darstellung von Margarets Kindheit, die „im Kontrast zur kühl-rationalen Gegenwart der Figur“ stehe, erweise sich am Ende „auf reizvolle Weise als trügerisch“.
Cinema zufolge sei die „Selbsterkenntnis der toughen Geschäftsfrau, die innehalten und sich auf das Wesentliche besinnen muss, um endlich ihr Glück zu finden, […] ein fast schon ärgerliches Klischee“. Dies könne nicht einmal „‚La Boum‘-Legende“ Sophie Marceau ausgleichen. Das Fazit lautete: „Herziger, aber auch recht fader Selbstfindungstrip zwischen Wehmut und Witz.“ Prisma kam zu einem positiveren Urteil. Regisseur Yann Samuell habe „gekonnt (wenn auch nicht immer realistisch)“ gezeigt, „wie Erinnerungen und gute Ideen der Kindheit helfen können, das Leben besser zu gestalten“. Der „charmanten, stark aufspielenden Hauptdarstellerin Sophie Marceau“ sei es zu verdanken, dass der Regisseur das Sujet „bezaubernd“ umgesetzt habe.

## Deutsche Fassung
| Rolle                       | Darsteller        | Synchronsprecher  |
| --------------------------- | ----------------- | ----------------- |
| Marguerite / Margaret Flore | Sophie Marceau    | Irina Wanka       |
| Malcolm                     | Marton Csokas     | Christian Weygand |
| Mérignac                    | Michel Duchaussoy | Mogens von Gadow  |
| Marguerite als Kind         | Juliette Chappey  | Paulina Rümmelein |